# Renault Midlum

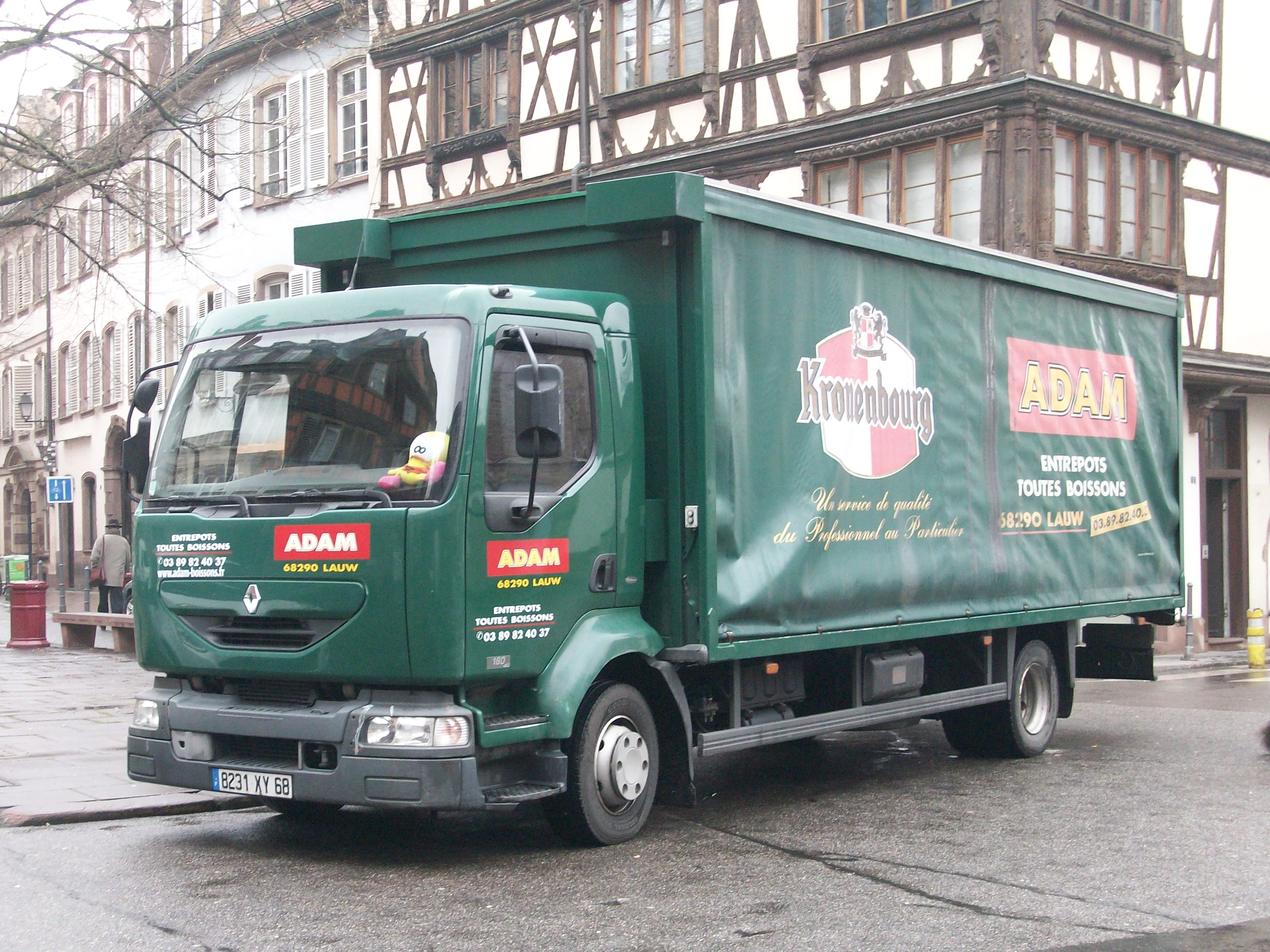
Midlum a Strasburgo

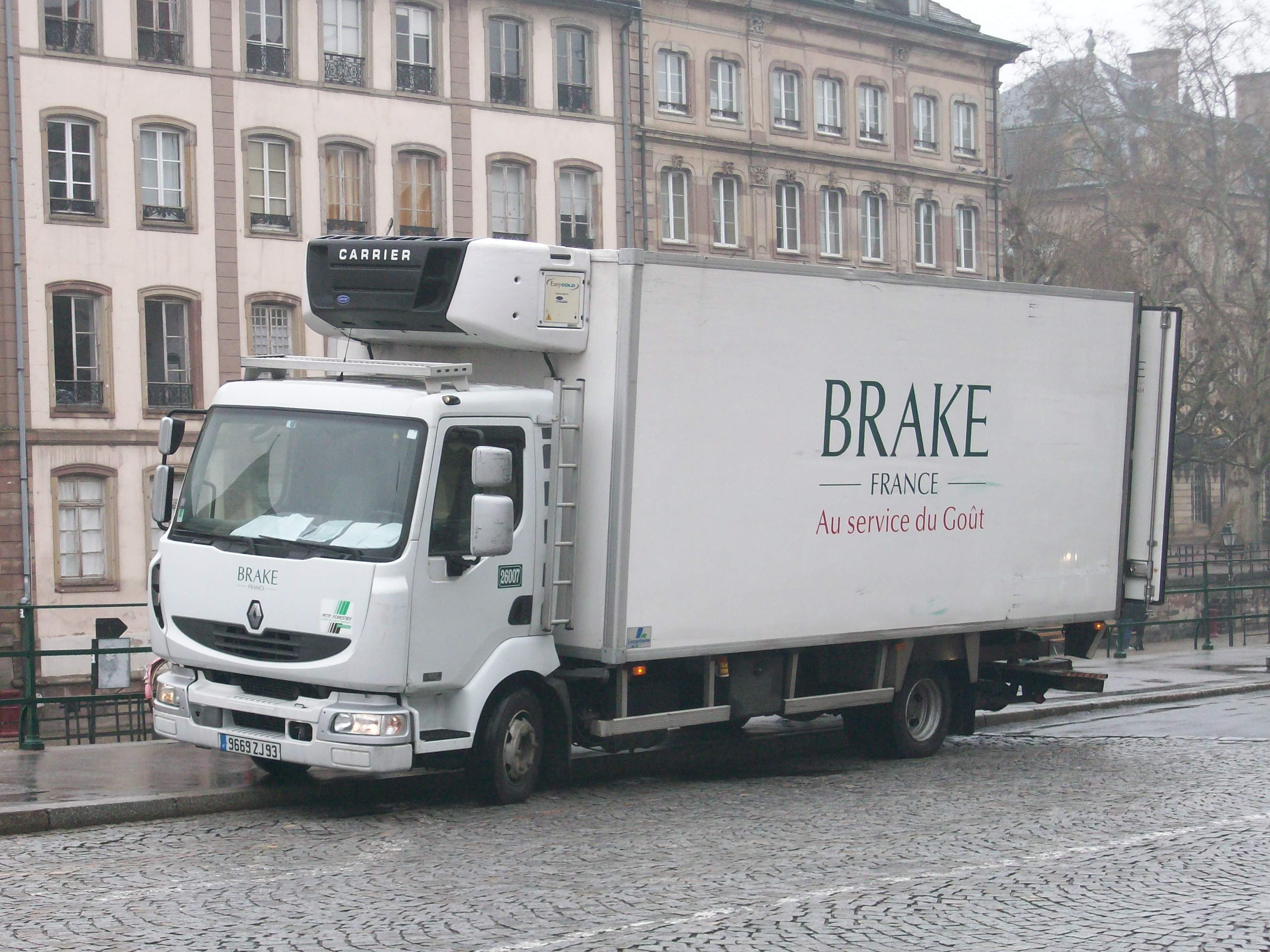
Midlum seconda serie

Il Renault Midlum è un autocarro medio prodotto da Renault Trucks nei suoi stabilimenti di Blainville-sur-Orne la cui prima presentazione risale al 2000. In Australia è venduto come Mack Midlum.

## Versioni
L'ultima versione è stata presentata nel 2006 ed è restata in produzione sino al 2014; presenta la possibilità di trazione su 2 o 4 ruote e diverse versioni di passo.

### Cabina
La cabina offre degli ingombri di 2.410 mm in larghezza e di 2.859 di altezza da terra.
Ha un peso che varia da 7,5 a 18 t di peso totale a terra a seconda della versione ed è un mezzo progettato appositamente per la distribuzione di merci locale o su piccola scala. Non viene infatti previsto il suo utilizzo quale trattore stradale mentre sono invece previsti allestimenti per usi particolari urbani quali possono essere ad esempio quello di trasporto rifiuti e di utilizzo da parte dei vigili del fuoco.
Esiste anche una versione ecologica del Renault Midlum dotata di motore elettrico. Questo camion di 16 tonnellate di massa ha 5,5 tonnellate di carico utile, una potenza del motore di 103 kW e una autonomia di 100 chilometri per un tempo di ricarica di 8 ore. Viene dichiarato come il primo camion completamente elettrico al mondo di queste dimensioni.

### Motori
Lanciato nel 2000 con motori Renault della gamma Midliner è passato ai motori common rail nel 2001. Dal 2006 per soddisfare i nuovi standard Euro, vede acquisire motori originali Deutz.
Nel 2009, le potenze sono state riviste potenziandole verso l'alto ed i motori sono equipaggiati con tecnologia SCR (Selective Catalytic Reduction) con serbatoio AdBlue per ridurre le emissioni di ossidi di azoto (NOx) e adeguato alla norma Euro 5.
- Motori Renault MIDR Euro 2 (2000-2001) 135-250 CV:
  - Renault Midlum 135 - MIDR 040226.ACE.A4 (L4 - 4,1 L)
  - Renault Midlum 150 - MIDR 040226.ACE.B4 (L4 - 4,1 L)
  - Renault Midlum 180 - MIDR 060226.ACE.V4 (L6 - 6,2 L)
  - Renault Midlum 210 - MIDR 060226.ACE.W4 (L6 - 6,2 L)
  - Renault Midlum 250 - MIDR 060226.ACE.Y4 (L6 - 6,2 L)

- Renault dCi Euro 3 (2001-2006) 150-270 CV:
  - Renault Midlum 150 - DCI 4BJ01 (L4 - 4,1 L)
  - Renault Midlum 180 - DCI 4BJ01 (L4 - 4,1 L)
  - Renault Midlum 220 - DCI 6WJ01 (L6 - 6,2 L)
  - Renault Midlum 270 - DCI 6ACJ01 (L6 - 6,2 L)

- motori Deutz.AG TCD Euro 3/4/5 (2006-2009) 160-280 CV:
  - Renault Midlum 160 - DXi-5 (L4 - 4,8 L)
  - Renault Midlum 190 - DXi-5 (L4 - 4,8 L)
  - Renault Midlum 220 - DXi-5 (L4 - 4,8 L)
  - Renault Midlum 240 - DXi-7 (L6 - 7,1 L)
  - Renault Midlum 280 - DXi-7 (L6 - 7,1 L)

- Deutz.AG TCD motori Euro 5 (2009 e dopo) 180-300 CV: 
  - Renault Midlum 180 - DXi-5 (L4 - 4,8 L)
  - Renault Midlum 220 - DXi-5 (L4 - 4,8 L)
  - Renault Midlum 270 - DXi-7 (L6 - 7,1 L)
  - Renault Midlum 300 - DXi-7 (L6 - 7,1 L)